# Øster Brønderslev Kirke
Øster Brønderslev Kirke ligger i Øster Brønderslev ca. 4 km SØ for Brønderslev (Region Nordjylland).

## Eksterne kilder og henvisninger
- Øster Brønderslev Kirke hos KortTilKirken.dk